# 2♣強開叫
2♣強開叫是常用於美國標準黃卡和二蓋一進局兩種叫牌系統的一種特約，表示手上持有非常強的力量，但在梅花這個花色上沒有任何保證。
二十世紀初期，當時的牌手把所有二線合約開叫都當作是強烈暗示要進局而且有滿貫意圖的叫牌，但現在只剩下英國人使用的Acol叫牌系統還完整保留這個習慣。在幾位叫牌改革的先驅如法國人皮埃尔·阿尔巴朗和美國人David Burnstine等人的研究後，他們得到的結論是這種情況本來就不常見，為此一口氣佔掉那麼多叫牌空間是不必要的，於是二戰後大部分的叫牌系統都改成以2C或1C示強，而剩下的二線花色開叫則可以當作竄叫或者表示其他特定牌型及力量的特約。

## 開叫
實際上，什麼樣子的牌叫做「強牌」是完全可以由雙方自行決定的。一般來說，傳統的定義是
- 持有平均牌型，而手上點力超過雙方約定好的2NT開叫範圍，以標準黃卡為例是22點以上、二蓋一則要求23點才能開叫2C
- 持有非平均牌型，手上至少有9副贏磴（也可以是8.5或者是8副，雙方同意即可）

而根據美國橋牌聯盟目前的官方定義，2C開叫的標準是
- 持有平均牌型，手上點力超過雙方約定好的2NT開叫範圍
- 持有非平均牌型，手上至少有14牌點，而且距離成局最多只能差一副牌

如果雙方約定3NT開叫是自然開叫，表示平均牌型的強牌，則在點力滿足3NT開叫範圍時（一般來說是下限24或25牌點、上限26或27牌點，同樣是雙方同意即可）應優先叫出3NT。但若3NT是特約開叫，則持有約25點的平均牌型的話也應該以2C開叫。
最後，雖然這情況很少發生，只要拿到了一手可以獨力成局的牌，都應該要開叫2C，不管這手牌有沒有滿足上述任何開叫2C的條件。

## 答叫及後續
首先最重要的是，要清楚知道這種開叫並不保證有打梅花合約的意圖，所以一定要讓開叫人至少有再叫牌一次的機會來表達出他真正的手牌。如果開叫下家的敵方pass，則開叫人的隊友一定要叫牌；但如果開叫人下家的敵方蓋叫或竄叫，此時開叫人的隊友就可以考慮pass，如果他真的拿了一手爛牌的話。

### 自然答叫
根據上面描述的定義，答叫人手上只要稍微有一點點力量就能成局，甚至有時候開叫人自己就能一路吃到成局需要的數量，而答叫人應該把自己的力量初步分成三個等級：肯定要成局而且有意於滿貫、大概能成局但滿貫意願不高、可能對成局都幫不上忙。基本上答叫人都至少會有兩次叫牌機會，如果是第一種情況，在第一次叫牌就應給予正面回應：只要手上拿著帶有兩張大牌（AKQ）的五張高花、或者帶有兩張大牌的六張低花牌組、或者任何形式8點以上的牌就至少要叫到一局，一般是直接叫出手上牌組的最低線位即可（要注意如果持有方塊牌組要叫3D，這個特約下2D答叫另有其他意義），平均牌型則可以叫2NT，跳叫則表示有更強烈滿貫意圖；而後兩種情況，就以2D迫叫一輪讓開叫人表達自己的手牌，第二次答叫時再來區分自己屬於第二或第三種等級的牌力：手上持有一張A或任何形式的至少5牌點（如果是2C-2D-2NT的叫牌過程，答叫人這樣的力量就足夠叫上3NT了；但開叫人若是叫出某一個花色，除了這些牌點之外還要有三張王牌）、或者四張以上王牌加上一個短門（當開叫人叫出一個花色時），都應該給予支持。而真的沒有力量時也應據實回報，由開叫人自行決定合約，一般來說，如果距離成局差距是0.5副牌以內，通常都會大膽叫上一局。
有時答叫人手上其實是有挑戰滿貫的力量，但牌型不好描述，比方說持有兩或三個四張以上牌組、甚至是兩個五張以上帶有缺門但沒有太多牌點的牌型、或者有些不確定有沒有保護的KQ等等，也可以在第一次答叫時先用2D維持叫牌，如果得到有利的消息則等到第二次答叫時再表示歡迎。

#### 當答叫人第一次答叫時給出正面回應
| 答叫人叫品 | 表示牌情                                                  |
| 2H         | 五張以上紅心。有兩張紅心大牌或者8個以上的牌點             |
| 2S         | 五張以上黑桃。有兩張黑桃大牌或者8個以上的牌點             |
| 2NT        | 至少8牌點。沒有五張牌組                                   |
| 3C         | 8個牌點以上的五張以上梅花、或者是有兩張大牌的六張以上梅花 |
| 3D         | 8個牌點以上的五張以上方塊、或者是有兩張大牌的六張以上方塊 |

之後開叫人應該要先叫出自己的牌組，或者是在能支持答叫人牌組的情況下先確定王牌。由於已經確定要叫到一局，如果有打滿貫合約的意圖，則雙方應該用一些特約來確定彼此手上的詳細力量，而快速叫到一局通常暗示了沒有多餘的力量。

#### 當答叫人第一次答叫時叫出2D
如果答叫人第一次回答2D，開叫人應該初步描述自己的牌型，叫出來的花色至少都是五張以上的牌組，而4441牌型則喊出無王。以下所有的無王回答都是不迫叫的，而其他回答則迫叫一圈。由於無王回答並不迫叫，必須要照牌力確實的叫到應有的線位，而其他花色一般都先叫出最低的叫品即可。
| 開叫人叫品 | 表示牌情                                                                                          |
| 2H         | 14牌點以上，有信心以紅心為王牌吃到至少9副牌                                                       |
| 2S         | 14牌點以上，有信心以黑桃為王牌吃到至少9副牌                                                       |
| 2NT        | 比2NT開叫的上限多1~3牌點，假設以標準黃卡的20~21點開叫2NT為例，這裡就是22~24，每多三點就再加高一級 |
| 3C         | 14牌點以上，有信心以梅花為王牌吃到至少10副牌                                                      |
| 3D         | 14牌點以上，有信心以方塊為王牌吃到至少10副牌                                                      |

當答叫人第一次答叫2D，開叫人初步描述自己的牌型後，如果開叫人不是叫出2NT，則答叫人第二次答叫時不能PASS。答叫人第二次答叫時表示的手牌如下：
- 把開叫人的花色加叫進局：手上有一個可見的贏磴，王牌也有至少三張（或者是帶有大牌的兩張王牌），但沒有滿貫興趣。除非開叫人的手牌好到可以自力成局，那才有可能衝上滿貫，不然都應該PASS。
- 異常消極答叫：把開叫人第二次叫出來的叫品再往上加一線（比方說2C-2D-2S-3S），表示手上幾乎沒有力量，但至少有兩張王牌。開叫人可以自行決定是否要叫到一局。
- 叫出一個新花色的最低合約：力量也很少，可能是點力不夠或者王牌數量太少，但該花色有至少五張。開叫人可以視情況決定支持或者叫回自己喜歡的王牌。
- 任何其他的叫品都是迫叫進局的，而且稍微有衝上滿貫的興趣。

### 非自然答叫
也有人約定第一次答叫時以非自然方式表達自己的牌情，常見的是點力分級或控制力分級（K算一個控制、A算兩個），回答方式分別如下面的表格。下面的表格只是常見的其中兩種方法，實際上不管是要報出點力或者控制，都可以選擇無限往上加或者是設定一個上限（一般會選擇2NT或者3C）、或者每個分級的級距是幾點等等都是可以微調的，只要雙方同意即可。
就算是選擇無限往上加的回答方式，當開叫2C後，如果答叫人真的拿了超過15點或者六個控制而答叫3H，要打成小滿貫也是毫無壓力的，並不用擔心喊太高的問題。
| 點力分級叫品 | 表示牌情                       |
| 2D           | 0~3大牌點                      |
| 2H           | 4~6大牌點，應該能成局          |
| 2S           | 7~9大牌點，尋找滿貫可能        |
| 2NT          | 10以上大牌點，幾乎可以確定滿貫 |

| 控制力分級叫品 | 表示牌情 |
| 2D             | 0或1個控制                                                                                                   |
| 2H             | 2個控制 |
| 2S             | AK各一張 |
| 2NT            | 三張K。2S跟2NT都表示三個控制，而如果真的要打無王合約，拿很多K的人比較適合當莊家，所以讓答叫人先把2NT叫出來。 |
| 3C             | 4個控制或更多                                                                                                |

## 範例
- ♠ AKQ ♥ AK6 ♦ A32 ♣ K1094
開叫2C，隊友答叫後，再叫出最低的無王，而隊友若是答叫2NT，則叫出4NT邀請。非常標準的平均牌型，而23點高於標準黃卡和二蓋一系統中2NT的範圍。
- ♠ AKQJ ♥ AK6 ♦ A32 ♣ KQ10
如果雙方對於3NT開叫的約定是平均型強牌，這副26點的牌應該要開叫3NT；而當3NT開叫有其他解釋時，開叫2C。而且隊友若是正面答叫，不管是哪個花色都要跳叫支持，表達至少要喊到小滿貫；如果隊友回答2D，也要直接跳至3NT。這手牌可以在完全沒有任何幫助的情況下吃到8.5副牌（4+2+1+1.5），成局的機會是非常高的，由於對著2D回答任何線位的無王都是不迫叫的，直接叫出3NT才能確實表示這手牌跟第一個例子的差別。
- ♠ AKQJ1098 ♥ AK7 ♦ 864 ♣ 缺門
開叫2C，隊友若是叫出了紅心或方塊牌組便予以支持（隊友同時持有黑桃牌組的機率應該非常低），否則再叫出最低的黑桃。手上只有17點，但手上有9副牌（黑桃7副加上紅心2副），距離高花成局只差一副。
- ♠ 缺門 ♥ AK7 ♦ 864 ♣ AKQJ1098
開叫1C，如果隊友表示出了堅強的紅心或方塊則可以支持，否則無論如何再跳叫梅花，或者如果雙方同意的話，這副牌可以考慮開叫賭博性3NT（英语：Gambling 3NT）來表示低花的強牌。跟上一副牌只是換了一下花色，但距離低花成局變成差兩副牌，依照目前的官方定義，這手牌不夠力量開叫2C。若是照傳統定義，則無論如何可以開叫2C。
- ♠ AQJ109 ♥ AQJ109 ♦ 32 ♣ 2
勉強可以開叫2C，隊友若是叫出了黑桃或紅心牌組便予以支持，否則再叫出最低的黑桃。手上只有14點，但手上有9副牌（黑桃跟紅心各有4.5副），距離高花成局只差一副，是符合強開叫的條件，但實際情況中，就算K的位子對自己有利，隊友也不一定有那麼多上手牌可以讓自己連續偷牌，最好是把自己當成只有8副牌來看，故應該先開叫1S後再跳叫表示強牌，反正如果隊友真的有兩張低花A來讓自己偷牌的的話，那無論如何是會叫成一局的。而若是把兩張J都換成同花色的K，則建議要開叫2C。
- ♠ AKJ109 ♥ 2 ♦ 2 ♣ AK10987
開叫2C，隊友若是叫出了黑桃或梅花牌組便予以支持，如果同伴給出了其他的正面回應則叫出最低的梅花，但當同伴答叫2D時必須要叫出最低的黑桃。手上有15點和兩個可行的牌組，雖然梅花牌組比黑桃還長，不過手上能吃到的牌只有9.5副（黑桃有4.5副加上梅花5副），距離高花成局是夠接近了，但距離低花成局還差了1.5副牌。如果同伴有點力量，那不管哪個花色成局的機會應該都是很高的；但如果同伴看起來力量很少，先叫出最有可能打成一局的黑桃看隊友能不能支持，不能的話再表達有梅花牌組。
- ♠ AKQJ10 ♥ A432 ♦ A32 ♣ A
勉強可以開叫2C，隊友若是叫出了梅花以外的牌組便予以支持，否則再叫出最低的無王。這當然不能算是平均牌型，就算是當平均牌型來看22點也還沒有超出二蓋一系統裡的2NT範圍，但實際上每一門都有擋，而且距離3NT也的確只差一副牌，如果同伴真的毫無力量而叫出2D，那在開叫人再叫出2NT之後他肯定還是會PASS的，這手牌剛好能獨力完成這個合約。而保守一點的話應該先開叫1S，再來表示開叫高限力量，會是安全許多的選擇。當然，這是非常極端的情況。